# Língua talish
A  língua Talish é um idioma iraniano norte-ocidental falado na área setentrional (região norte) do Irã, nas províncias de Guilão e Ardabil e no sudeste do Azerbaijão. Sua origem pode ser rastreada desde a antiga língua meda até as línguas iranianas médias, que incluem diversos dialetos, comumente divididos em três grupos: Norte (Azerbaijão e Irã), Central (Irã) e Sul (Irã).
O idioma é parcialmente inteligível com a língua persa. A língua é avaliada como língua ameaçada de extinção pela UNESCO (no Livro Vermelho das Línguas Ameaçadas).
Há muitas diferentes estimativas acerca da quantidade de falantes talish, sendo aproximadamente de 250 mil a um milhão de pessoas.

## História
A origem do nome Talish não é clara, mas parece ser bem remota. O nome do povo talish aparece em antigas fontes árabes como Al-Taylasân e persas como Tâlišân e Tavâliš, que são as formas plurais de Tâliš. Os talishes do norte (do Azerbaijão) eram chamados Tâlish-i Guštâsbi. A área talish é mencionada como Guilão ou planície de Mugã. O escritor Hamdallah Mostowfi (1340) chamava de língua Gushtaspi aquela da região dos talishes às margens do Mar Cáspio entre Guilão e Xirvão, uma que sucedeu a conquista pálavi e se conectava à língua de Guilão.
Embora não haja registros confirmados, a língua chamada pelos linguístas iranianos de língua azari antiga (não confundir com o azeri) pode ser antecedente da talish e da tati. Conforme hipótese de Miller (1953), o Azar i de Ardabil era uma forma do atual talish (conforme consta dos quatrilhos de Safi-ad-din Ardabili, o que Henning corroborou (1954). Na literatura ocidental tanto o povo com a língua são hoje chamados de Talishi, Taleshi ou Tolashi. São raros textos e livros acerca de tudo o que é talish, porém, em datas mais recentes, uma pesquisa científica e um movimento cultural vêm pesquisando a poesia, a literatura e a história da região.

## Vocabulário
| Português        | Norte (Lavandavili / Lankaroni) | Central (Taleshdulaei) | Sul (Khushabari / Shandermani) | Tati (Kelori / Geluzani) | Persa                   |
| ---------------- | ------------------------------- | ---------------------- | ------------------------------ | ------------------------ | ----------------------- |
| grande           | yul                             | yâl                    | yâl                            | pilla                    | bozorg, gat, (yal, pil) |
| menino, filho    | zoa, zua                        | zôa, zue               | zu'a, zoa                      | zâ                       | Pesar                   |
| noiva            | vayü                            | vayu                   | gēša, veyb                     | vayu, vēi                | arus                    |
| gato             | kete, pišik, piš                | peču                   | peču, pešu, piši               | pešu                     | gorbe, piši             |
| gritar           | bamē                            | beramestē              | beramē                         | beramesan                | geristan                |
| filha, menininha | kina, kela                      | kilu, kela             | kina, kel(l)a                  | kille, kilik             | doxtar                  |
| dia              | rüž, ruj                        | ruz                    | ruz, roz                       | ruz                      | ruz                     |
| comer            | hardē                           | hardē                  | hardē                          | hardan                   | xordan                  |
| ovo              | uva, muqna, uya                 | âgla                   | merqona                        | xâ, merqowna             | toxme morq              |
| olho             | čâš                             | čaš, čam               | čēm                            | čašm                     | čašm                    |
| pai              | dada, piya, biya                | dada                   | ?                              | pē                       | pedar                   |
| temer            | purnē, târsē                    | târsinē, tarsestē      | tarsē                          | tarsesan                 | tarsidan                |
| bandeira         | filak                           | parčam                 | ?                              | ?                        | parčam, derafš          |
| comida           | xerâk                           | xerâk                  | xerâk                          | xuruk                    | xorâk                   |
| ir               | šē                              | šē                     | šē                             | šiyan                    | raftan (šodan)          |
| house/room       | ka                              | ka                     | ka                             | ka                       | xâne                    |
| idioma, língua   | zivon                           | zun                    | zavon                          | zuân                     | zabân                   |
| lua              | mâng, uvešim                    | mâng                   | mang                           | mung, meng               | mâh                     |
| mulher           | mua, mu, nana                   | nana                   | ?                              | mâ, dēdē, nana           | mâdar, nane             |
| boca             | qav, gav                        | ga, gav, ga(f)         | qar                            | gar                      | dahân, kak              |
| noite            | šav                             | šaw                    | šav                            | šav                      | šab                     |
| norte            | kubasu                          | šimâl                  | ?                              | ?                        | šemâl                   |
| arroz            | berz                            | berz                   | berj                           | berenj                   | berenj                  |
| dizer (v)        | votē                            | vâtē                   | vâtē                           | vâtan                    | goftan                  |
| irmã             | huva, hova, ho                  | xâlâ, xolo             | xâ                             | xâv, xâ                  | xâhar                   |
| pequeno          | ruk, gada                       | ruk                    | ruk                            | velle, xš                | kučak                   |
| crepúsculo       | šânga                           | maqrib                 | ?                              | ?                        | maqreb                  |
| amanhecer        | haši                            | âftâv                  | ?                              | ?                        | âftâb                   |
| água             | uv, ôv                          | âv                     | âv                             | âv                       | âb                      |
| esposa           | žēn                             | žēn, žen               | yen, žen                       | zanle, zan               | zan                     |
| ontem            | zina                            | zir, izer              | zir, zer                       | zir                      | diruz, di               |

## Dialetos
A divisão do talish em três sub-grupos de línguas se baseia em critérios léxicos, fonológicos e gramaticais. :
O Talish Norte se distingue das variantes Central e do Sul não somente pela geografia, mas também nos aspectos culturais e liguísticos. Os falantes dessa variante norte ficam majoritariamente no Azerbaijão, havendo alguns em Guilão, no Irã. As variantes talishes faladas no Azerbaijão seriam melhor descritas com variantes no modo de falar do que como reais dialetos. Quatro variantes são em geral identificadas pelos aspectos fonéticos e léxicos. Essas são identificadas de acordo com os principais distritos onde são faladas: Rayons de Astara, de Lankaran, de Lerik e de Masally. As diferenças fonéticas são menos significativas.  bem como as léxicas.
O especialista Mamedov (1971) sugere que uma distinção dialetal mais utilizável seria aquela que separasse em variantes das montanhas e das planícies. A morfo-sintaxe do talish norte se caracteriza por um complexo sistema com base nas línguas iranianas do noroeste que separam forma dicotômica frases acusativas e ergativas: Características acusativas são aquelas da raiz do tempo presente em construção transitiva, enquanto que no tempo passadao a construção tende a um comportamento ergativo.  Em áreas mais remotas como em Lavandevil e Masouleh, os dialetos diferem em um tal grau que as conversações começam a ficar difíceis.No Irã, o dialeto norte é uma língua ameaçada de extinção.
| Principais Dialetos Talishi                                                                       | Principais Dialetos Talishi                                                                          | Principais Dialetos Talishi                               |
| Norte (No Azerbaijão e no Irã (províncias de Ardabil e Guilão) de Ambarã a Lavandavil) incluindo: | Irã Central (Província de Guilão entre os distritos de Havique até Talexedula/Rezevanxaar incluindo: | Sul (No Irã entre Cuxabar até Fumanate) incluindo:/small> |
| ------------------------------------------------------------------------------------------------- | --- | --------------------------------------------------------- |
| Astara, Lancarã, Lerique, Maçali, Caraganrude/Cotebeçara, Lavandavil                              | Talexedula, Assalém, Tularude                                                                        | Cuxabar, Xandermã, Maçule, Maçal, Siamasgar               |

### Diferenças entre dialetos
O dialeto norte apresenta algumas diferenças em relação os centrais e os do sul:
| Mudança fonética | Taleshdulaei | Lankarani |  | Português |
| ---------------- | ------------ | --------- |  | --------- |
| â → u            | âvaina       | uvai:na   |  | Espelho   |
| a → â            | zard         | zârd      |  | Amarelo   |
| â → u            | dâr          | du        |  | Árvore    |
| u/o → â          | morjena      | mârjena   |  | Formiga   |
| x → h            | xetē         | htē       |  | Dormir    |
| j → ž            | gij          | giž       |  | Confuso   |

Variação no alinhamento
O marcador de duração "ba" do Taleshdulaei se modificou para "da" em Lankarani e se desloca entre os sufixos da raiz e de pessoa gramatical:

ba-žē-mun → žē-da-mun

Tal diversificação existe também em cada dialeto, como é o caso do de Masali